# Deinopis goalparaensis
Deinopis goalparaensis är en spindelart som beskrevs av Benoy Krishna Tikader och C.L. Malhotra 1978. Deinopis goalparaensis ingår i släktet Deinopis och familjen Deinopidae. Inga underarter finns listade i Catalogue of Life.